# Rokuhara Tandai
Rokuhara Tandai (Japans: 六波羅探題) was de titel van de hoofden van de afdeling van het Kamakura-shogunaat in Kioto dat zich bezighield met veiligheid in Kansai en juridische zaken in westelijk Japan. Verder onderhandelden ze met het keizerlijk hof. Buiten het bewaken van de veiligheid diende het ook als een soort geheime politie en werd het alom gevreesd.
De positie van Rokuhara Tandai werd opgericht na de Jokyu-oorlog in 1221, toen de keizer in opstand kwam tegen het shogunaat. De twee hoofden werden Kitakata (北方) en Minamikata (南方) genoemd. Kitakata was een hogere rang dan Minamikata. Net zoals shikken en rensho, werden beide posten gemonopoliseerd door de Hojo-clan. De afdeling werd uitgeschakeld bij de val van het Kamakura-shogunaat in 1333.

## Lijst van Rokuhara Tandai

### Kitakata
1. Hojo Yasutoki (r. 1221-1224)
2. Hojo Tokiuji (r. 1224-1230)
3. Hojo Shigetoki (r. 1230-1247)
4. Hojo Nagatoki (r. 1247-1256)
5. Hojo Tokimochi (r. 1256-1270)
6. Hojo Yoshimune (r. 1271-1277)
7. Hojo Tokimura (r. 1277-1287)
8. Hojo Kanetoki (r. 1287-1293)
9. Hojo Hisatoki (r. 1293-1297)
10. Hojo Munekata (r. 1297-1300)
11. Hojo Mototoki (r. 1301-1303)
12. Hojo Tokinori (r. 1303-1307)
13. Hojo Sadaaki (r. 1311-1314)
14. Hojo Tokiatsu (r. 1315-1320)
15. Hojo Norisada (r. 1321-1330)
16. Hojo Nakatoki (r. 1330-1333)

### Minamikata
1. Hojo Tokifusa (r. 1221-1225)
2. Hojo Tokimori (r. 1224-1242)
3. Hojo Tokisuke (r. 1264-1272)
4. Hojo Tokikuni (r. 1277-1284)
5. Hojo Kanetoki (r. 1284-1287)
6. Hojo Morifusa (r. 1288-1297)
7. Hojo Munenobu (r. 1297-1302)
8. Hojo Sadaaki (r. 1302-1308)
9. Hojo Sadafusa (r. 1308-1309)
10. Hojo Tokiatsu (r. 1311-1315)
11. Hojo Koresada (r. 1315-1324)
12. Hojo Sadayuki (r. 1324-1330)
13. Hojo Tokimasu (r. 1330-1333)